# Bahnhof Laupheim West
Der Bahnhof Laupheim West, ehemals Laupheim, Laupheim Hbf, umgangssprachlich auch Westbahnhof, ist neben dem Bahnhof Laupheim Stadt einer von zwei Bahnhöfen in der baden-württembergischen Großen Kreisstadt Laupheim im Landkreis Biberach. Er liegt an der 1850 eröffneten Bahnstrecke Ulm–Friedrichshafen (Württembergische Südbahn) und ist Ausgangspunkt der heute nur noch bis Laupheim Stadt führenden Bahnstrecke Laupheim West–Schwendi. Er befindet sich zwei Kilometer westlich der Innenstadt am Stadtrand von Laupheim.

## Geschichte
Am 1. Juni 1850 eröffneten die Königlich Württembergischen Staatseisenbahnen den Bahnhof Laupheim zusammen mit der Bahnstrecke Ulm–Friedrichshafen, die jedoch zwei Kilometer westlich vom Stadtzentrum von Laupheim vorbeiführte. Das Empfangsgebäude und das Bahnhofsrestaurant wurden bereits 1849 fertig gestellt.
Am 17. Mai 1904 wurde eine am Bahnhof Laupheim von der Südbahn abzweigende Stichstrecke über Laupheim nach Schwendi eröffnet, an der nahe der Laupheimer Stadtmitte der Bahnhof Laupheim Stadt erbaut wurde. Der Bahnhof Laupheim wurde damit zum Trennungsbahnhof und erhielt die Bezeichnung Laupheim Hbf. Da das Empfangsgebäude zwischen den beiden Strecken liegt, wurde der Bahnhof zum Keilbahnhof. Im Mai 1939 wurde er in Laupheim West umbenannt.
Zwischen November 1941 und August 1942 wurden von Laupheim aus 81 Menschen jüdischen Glaubens in vier Transporten in Konzentrations- und Vernichtungslager deportiert.
Am 23. Mai 1971 wurde auf dem Abschnitt von Laupheim Stadt nach Schwendi der Personenverkehr eingestellt. Zum 28. September 1984 folgte auch der Güterverkehr auf gleicher Strecke. Die Strecke wurde anschließend stillgelegt und abgebaut. Am 27. Mai 1983 endete auch der Personenverkehr auf dem Streckenabschnitt zwischen West- und Stadtbahnhof.
1974 wurde das Bahnhofsrestaurant geschlossen und sein Gebäude 1997 abgebrochen.
Am 30. Mai 1999 wurde der Personenverkehr auf der Stichstrecke bis zum vollständig sanierten Stadtbahnhof wieder in Betrieb genommen und eine stündliche Regionalbahn-Verbindung nach Ulm Hauptbahnhof eingerichtet.
Im Bahnhof wurde 2011 die circa 400 Meter lange Südkurve Laupheim als Verbindungskurve von der Südbahn Richtung Süden zur bestehenden Strecke Richtung Laupheim Stadt eröffnet und der Bahnhof dadurch zum Dreiecksbahnhof. Damit wurden Direktverbindungen von Biberach über Laupheim Stadt nach Ulm möglich. Die Bauarbeiten hierzu begannen im Juni 2009 und wurden zwei Jahre später abgeschlossen. Der Betrieb begann am 12. Juni 2011. Im Zuge dieser Erweiterung wurde das gesamte Signalsystem im Bahnhof Laupheim West modernisiert.
Der gesamte Bahnhof wurde ab dem Frühjahr 2018 im Rahmen des Projekts „Elektrifizierung Südbahn“ elektrifiziert. Die Aufnahme des elektrischen Betriebs erfolgte zum Fahrplanwechsel am 12. Dezember 2021.

## Gleisanlagen

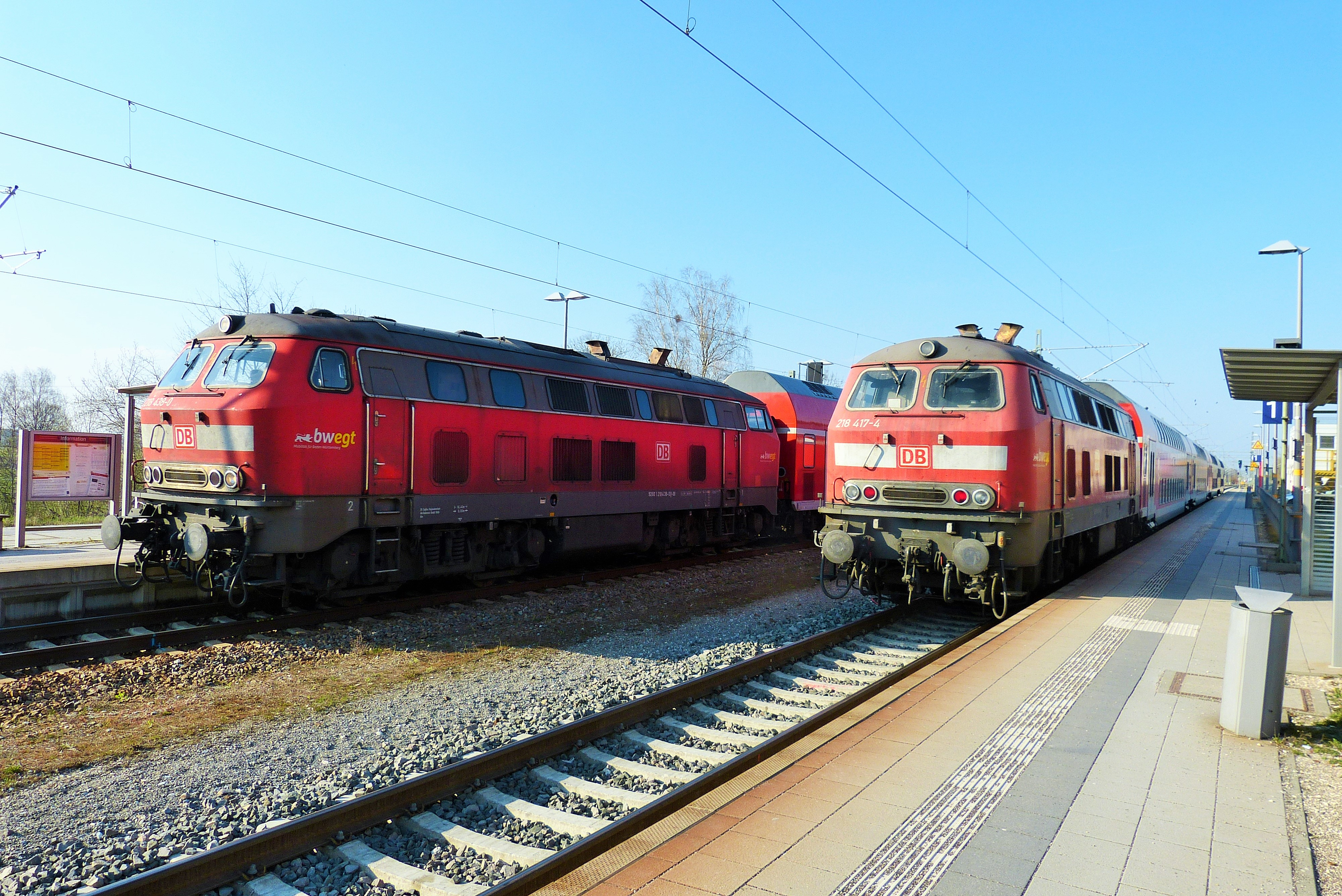
Bahnhof Laupheim West, 2020

Der Bahnhof Laupheim West besteht aus insgesamt drei Bahnhofsteilen, von denen zwei Bahnhofsteile über Bahnsteiggleise verfügen.
- Der Hauptteil des Bahnhofs ist der Bahnhofsteil der Südbahn mit drei Gleisen, einem Haus- und einem Inselbahnsteig. Gleis 1 dient den Zügen in Richtung Ulm, Gleis 2 denen in Richtung Friedrichshafen. Gleis 3 wird vereinzelt als Ausweichgleis genutzt.
- Nordöstlich des Bahnhofs befindet sich der Bahnhofsteil der Stichstrecke nach Laupheim West mit einem Gleis und einem Bahnsteig. Dieses als Gleis 6 (früher als Gleis 20)[8] bezeichnete Gleis dient den Zügen, welche über Laupheim Stadt verkehren, in beiden Richtungen.
- Der dritte Bahnhofsteil („Südkurve Laupheim“) befindet sich im südöstlichen Teil des Bahnhofs Laupheim West und besteht aus der eingleisigen Strecke mit den Abzweigen von beiden Strecken. Die Südkurve ist seit Juni 2011 in Betrieb und wird von den über Laupheim Stadt verkehrenden Regionalbahnen genutzt. Ein Bahnsteig an der Südkurve wurde nicht errichtet, ist nachträglich aber bautechnisch ohne zusätzlichen Mehraufwand noch möglich.[9][10][11]

Bis auf ein an Gleis 3 anschließendes Abstellgleis sind alle Nebengleise entfernt. Güterverkehrsanlagen sind nicht mehr vorhanden.
Der Bahnhofsvorplatz bildet den Übergang zwischen den Gleisen 1–3 sowie dem Bahnsteig zu Gleis 6. Außerdem steht auf diesem ein großer P+R-Parkplatz zur Verfügung.

## Empfangsgebäude
Im Empfangsgebäude des Westbahnhofs gibt es einen Warteraum für Reisende sowie kostenlose öffentliche Toiletten.

## Verkehr
Der Bahnhof Laupheim West liegt im Donau-Iller-Nahverkehrsverbund (DING).

### Regionalverkehr
Der Bahnhof Laupheim West ist eine Station der Regio-S-Bahn Donau-Iller, daneben halten Regional-Express-Züge.
| Zuggattung               | Strecke                                                                                                  | Taktfrequenz        |
| ------------------------ | --- | ------------------- |
| RE 3                     | Ulm – Laupheim West – Biberach (Riß) – Aulendorf – Ravensburg – Friedrichshafen                          | ein Zugpaar         |
| RE 5                     | Stuttgart – Plochingen – Ulm – Laupheim West – Biberach (Riß) – Aulendorf – Ravensburg – Friedrichshafen | Stundentakt         |
| RS 21                    | Ulm – Erbach (Württ) – Laupheim West – Laupheim Stadt – Biberach (Riß) – Biberach (Riß) Süd              | Stundentakt         |
| RS 2                     | Ulm – Erbach (Württ) – Laupheim West – Biberach (Riß) – Biberach (Riß) Süd                               | Stundentakt Mo – Fr |
| Stand: 15. Dezember 2024 | |                     |

### Busverkehr
Vor dem Empfangsgebäude an der Südbahn-Seite befindet sich die Bushaltestelle Laupheim Westbahnhof. Von dort aus verkehren die Buslinien 222, 223 und 240, welche eine Verbindung in die Innenstadt von Laupheim herstellen.